# Калининский сельсовет (Башкортостан)
Калининский сельсовет — сельское поселение в Бижбулякском районе Башкортостана Российской Федерации.
Административный центр — село Усак-Кичу.

## История
Статус и границы сельского поселения установлены Законом Республики Башкортостан от 17 декабря 2004 года № 126-з «О границах, статусе и административных центрах муниципальных образований в Республике Башкортостан».
В 2005 году центр поселения перенесён из села Ермолкино в село Усак-Кичу.
Закон «О внесении изменений в административно-территориальное устройство Республики Башкортостан в связи с образованием, объединением, упразднением и изменением статуса населенных пунктов, переносом административных центров» от 20 июля 2005 года, N 211-з гласил:

10. Перенести административные центры следующих сельсоветов:
1) Калининского сельсовета Бижбулякского района из села Ермолкино в село Усак-Кичу
В 2015 году на месте упраздненной деревни Тумаш-Елга образована деревня Тумаш

## Население
| \| 2002[5] \| 2009[5] \| 2010[6] \| 2012[7] \| 2013[8] \| 2014[9] \| 2015[10] \| \| -------- \| ------- \| ------- \| ------- \| ------- \| ------- \| -------- \| \| 1713 \| ↘1687 \| ↘1525 \| ↘1499 \| ↘1485 \| ↘1469 \| ↘1448 \| \| 2016[11] \| 2017[2] \| \| \| \| \| \| \| ↘1379 \| ↘1359 \| \| \| \| \| \| 500 1000 1500 2000 2012 2017 |       |       |       |       |       |       |
| 2002 | 2009  | 2010  | 2012  | 2013  | 2014  | 2015  |
| 1713 | ↘1687 | ↘1525 | ↘1499 | ↘1485 | ↘1469 | ↘1448 |
| 2016 | 2017  |       |       |       |       |       |
| ↘1379 | ↘1359 |       |       |       |       |       |

## Состав сельского поселения
| № | Населённый пункт | Тип населённого пункта       | Население |
| - | ---------------- | ---------------------------- | --------- |
| 1 | Усак-Кичу        | село, административный центр | ↗774      |
| 2 | Ермолкино        | село                         | ↘305      |
| 3 | Иттихат          | деревня                      | ↗291      |
| 4 | Петровка         | деревня                      | ↗94       |
| 5 | Александровка    | деревня                      | ↘23       |
| 6 | Рудники          | деревня                      | ↘2        |
| 7 | Тумаш            | деревня                      | 2         |

Новые населённые пункты
В 2015 году образована деревня Тумаш.